# 1663

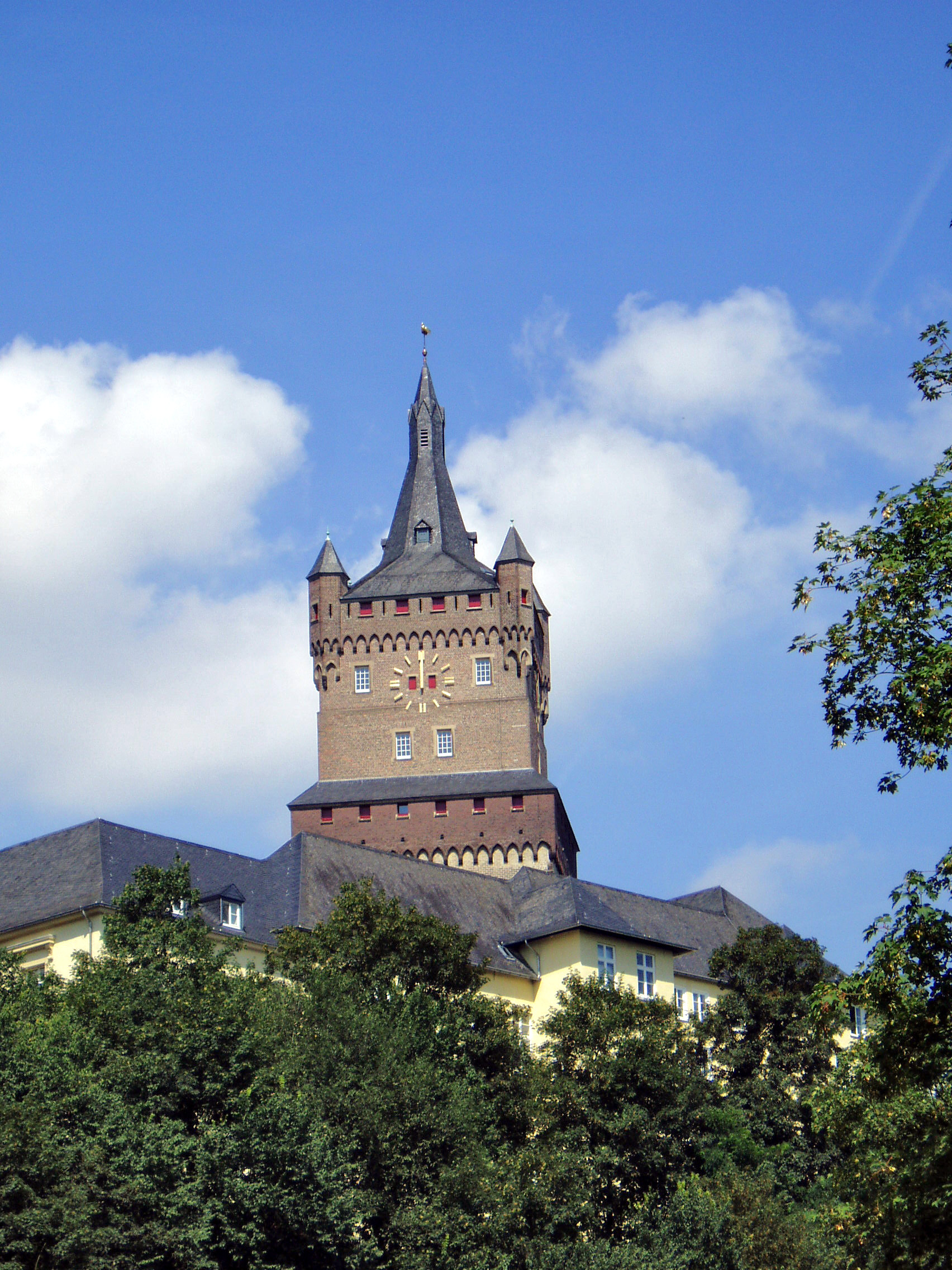
Schwanenburg, de burcht van Kleef

Het jaar 1663 is het 63e jaar in de 17e eeuw volgens de christelijke jaartelling.

## Gebeurtenissen
januari
- 20 - De Rijksdag van het Heilige Roomse Rijk komt bijeen. Ze wordt een permanent orgaan met als zetel de rijksstad Regensburg.
- 28 - Het stadsbestuur van Amsterdam geeft goedkeuring  aan de tweede fase van de Grote Uitleg. De grachtengordel wordt doorgetrokken van de Leidsegracht tot aan de Amstel.
- januari - De Franse gezant D'Estrades wordt op weg naar Den Haag bij de Hoornbrug ontvangen door een delegatie van de Staten-Generaal. Hij komt onderhandelen met Johan de Witt over een opdeling van de Spaanse Nederlanden tussen Frankrijk en de Republiek.

februari
- februari - De Engelse kaperkapitein Christopher Myngs is aanvoerder van veertien schepen en zo'n 1400 boekaniers, onder wie zulke notoire zeerovers als Henry Morgan en Abraham Blauvelt. Hij plundert daarmee San Francisco de Campeche in Mexico.

maart
- 4 - De Nederlandse zeevaarder Barend Barendszoon Lam ontdekt 2300 kilometer ten zuidoosten van Kaap de Goede Hoop de Prins Edward-eilanden die hij de namen Dina (Prins Edward-eiland) en Maerseveen (Marioneiland) geeft.

mei
- 20 - De ornitoloog Francis Willughby wordt opgenomen in de Royal Society.

juli
- 27 - Koning Charles II bekrachtigt de Staple Act, een nieuwe Engelse scheepvaartwet, die van Londen een koloniale stapelmarkt moet maken.
- juli - De Sint Jacob, een schip met aan boord 24 Nederlandse gezinnen, komt in Amerika aan. De kolonisten stichten onder leiding van Pieter Plockhoy en met steun van de stad Amsterdam een utopische nederzetting in de kolonie Nieuw-Nederland, die zij Nieuw-Amsterdam noemen.

december
- december - De bisschop van Munster Bernard von Galen maakt gebruik van een opvolgingskwestie in Oost-Friesland en bezet de Dijlerschans.

zonder datum
- Pestepidemie in Amsterdam: één op de zeven Amsterdammers sterft.
- De burcht van Kleef ondergaat een gedaanteverwisseling tot barokslot, onder leiding van architect Pieter Post; aanleg alhier van de stadhouderlijke residentie Prinzenhof.
- Nieuw-Frankrijk wordt een kroonkolonie van Frankrijk.
- Koning Lodewijk XIV van Frankrijk stelt de Prix de Rome in: jaarlijks kunnen enkele schilders, beeldhouwers of architecten op rijkskosten naar Rome reizen om de Italiaanse kunst te bestuderen.

## Muziek
- Jean-Baptiste Lully componeert de balletten Les arts en Les noces de village

## Beeldende kunst

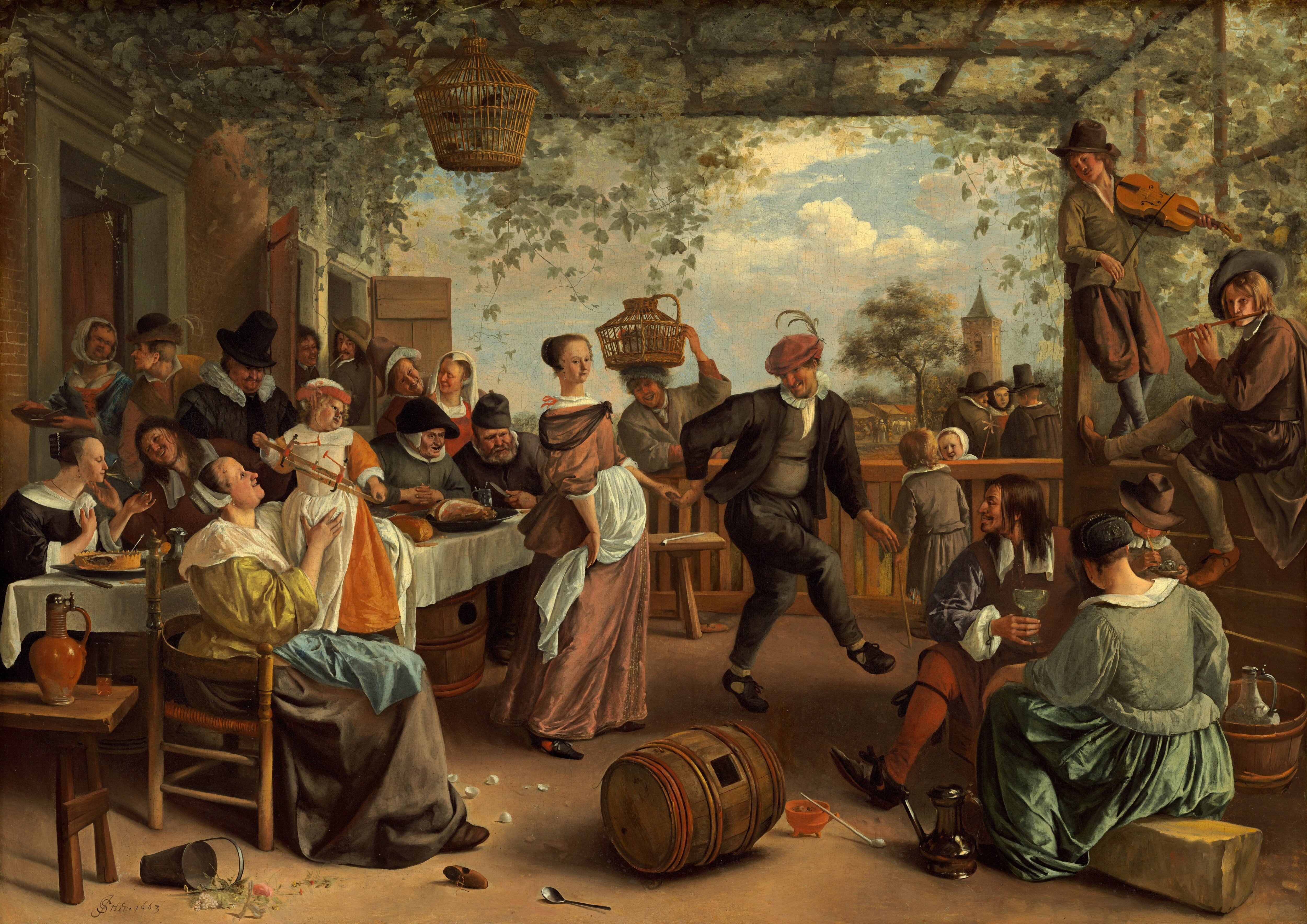
Dansend paar (1663) Jan Steen, National Gallery of Art, Washington

## Bouwkunst

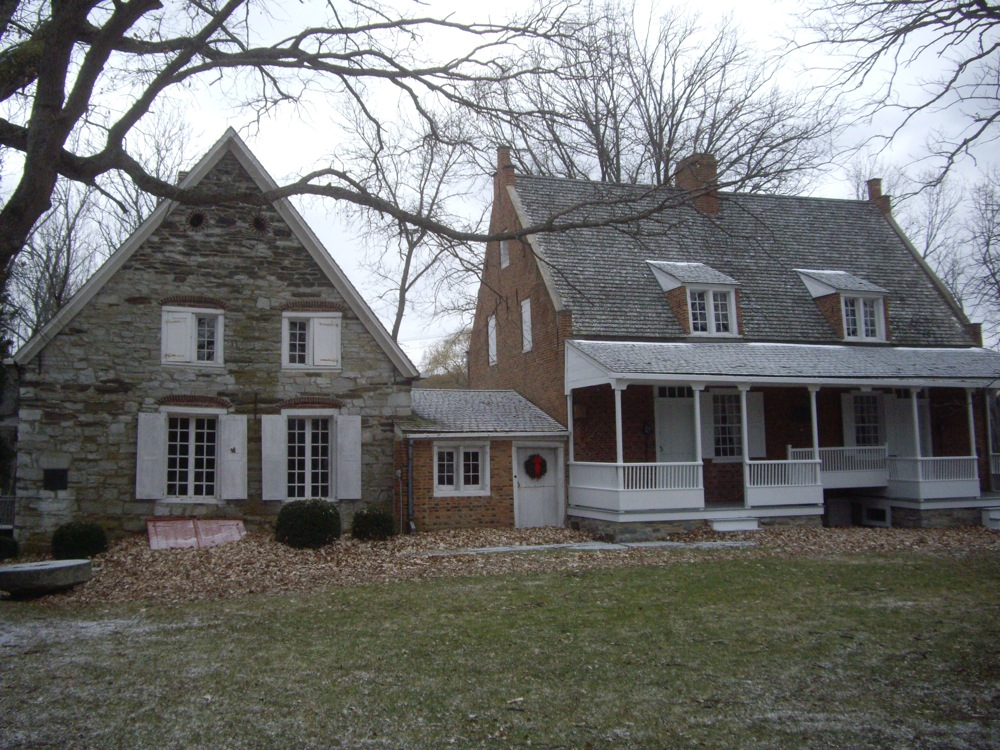
Pieter Bronck House, Coxsackie NY, Verenigde Staten (1663)

## Geboren
april
- 7 - Lodewijk Crato van Nassau-Saarbrücken, graaf van Nassau-Saarbrücken (overleden 1713)

augustus
- 31 - Guillaume Amontons, Franse instrumentenuitvinder en natuurkundige

november
- 19 - Friedrich Zachau, Duits componist (overleden 1712)

## Overleden
juli
- Hendrickje, maîtresse van Rembrandt (waarschijnlijk aan de pest)

datum onbekend
- Aboe'l Ghazi Bahadoer, khan van China. Zijn historische werken zijn een voorname bron voor de verturksing der Mongoolse staatsvormen in het zuidoosten van Centraal-Azië.